# ژانر بازی ویدئویی
ژانر بازی ویدیویی برای دسته‌بندی بازی‌های ویدیویی بر اساس تعامل روند بازی آن‌ها استفاده می‌شود، و نه براساس تفاوت‌های بصری یا روایتی بازی‌ها. یک ژانر تعریفی است از مجموعه چالش‌های روند بازی و بر خلاف دیگر آثار هنری مانند فیلم‌ها یا کتاب‌ها، بازی‌ها از روی تنظیمات و جهان محتوایی خود طبقه‌بندی نمی‌شوند. برای مثال، یک بازی اکشن که چه در دنیای فانتزی و چه در فضای بین سیاره‌ای اتفاق بیافتد، هنوز هم اکشن است. در مطالعات بازی‌ها هنوز تعریف رسمی برای ژانرهای بازی وجود ندارد، و فقط برخی از آن‌ها بیش از دیگران استفاده شده‌اند، مانند هر طبقه‌بندی دیگری ژانرهای بازی‌ها هم به ثابت‌های مشخصی نیاز دارند.

## ژانرها
اکشن
1. سکوبازی

1. شوتر
2. بازی ریتم
3. مبارزه‌ای
4. بتل رویال
5. هک اند اسلش
6. شوتم آپ
7. بیتم آپ
8. بازی بقا

ماجراجویی
1. ماجراجویی متنی
2. ماجراجویی گرافیکی
3. رمان تصویری
4. فیلم تعاملی
5. هیبرید

اکشن-ماجراجویی
1. مخفی‌کاری
2. ترس و بقا
3. وحشت روان‌شناختی

استراتژی
1. استراتژی هم‌زمان
2. استراتژی نوبتی
3. ۴اکس
4. تاکتیک هم‌زمان
5. موبا

ورزشی
1. ورزشی

شبیه‌سازی
1. شبیه‌ساز زندگی
2. شبیه‌سازی ساخت‌وساز و مدیریت
3. شبیه‌سازی رانندگی
4. شبیه‌سازی مسابقه

نقش‌آفرینی
1. سندباکس
2. بازی نقش‌آفرینی اکشن
3. اروگه
4. ام‌ام‌او

پازل
1. بازی شیء مخفی
2. بازی فیزیک
3. بازی سنتی
4. بازی کاشی